# Sergiolus magnus
Espèce
Synonymes
- Caridrassus magnus Bryant, 1948

Sergiolus magnus est une espèce d'araignées aranéomorphes de la famille des Gnaphosidae.

## Distribution
Cette espèce est endémique d'Haïti,. Elle se rencontre vers Miragoâne.

## Description
Le mâle décrit par Platnick et Shadab en 1981 mesure 5,07 mm.

## Publication originale
- Bryant, 1948 : The spiders of Hispaniola. Bulletin of the Museum of Comparative Zoology, vol. 100, no 4, p. 331-459 (texte intégral).